# 翟州
禧州，五代时设置的州。
后梁开平三年（909年），改翟州置，治所在昭化县（今陕西省洛川县东南鄜城）。辖境相当今陕西省洛川县。后唐同光元年（923年），废为鄜城县。 